# Lista över Filippinernas generalguvernörer
Filippinernas generalguvernörer styrde Filippinerna från 1571 till 1935 först under spansk och därefter under amerikansk överhöghet.

## Amerikanska generalguvernörer (1898–1935)
- Wesley Merritt (1898)
- Elwell S. Otis (1898–1900)
- Arthur MacArthur, Jr. (1900–01)
- William Howard Taft (1901–03)
- Luke Edward Wright (1904–06)
- Henry Clay Ide (1906)
- James Francis Smith (1906–09)
- William Cameron Forbes (1909–13)
- Newton W. Gilbert (1913)
- Francis Burton Harrison (1913–21)
- Charles Yeater (1921)
- Leonard Wood (1921–27)
- Eugene Allen Gilmore (1927)
- Henry L. Stimson (1927–29)
- Eugene Allen Gilmore (1929)
- Dwight F. Davis (1929–32)
- George C. Butte (1932)
- Theodore Roosevelt, Jr. (1932–33)
- Frank Murphy (1933–35)